# Березівка (Дубровицький район)
Березівка (до 1946 — Адольфів, давніше також Пропастище, пол. Adolfów, рос. Адольфовъ) — колишній хутір і фільварок у Дубровицькому районі Рівненської області України.

## Географія
Адольфів розташовувався поблизу села Соломіївка, за 8 км на південь від містечка Дубровиця і за 138 км від Рівного.

## Історія
У часи перебування в Російській імперії фільварок входив до складу Любиковицької волості Рівненського повіту Волинської губернії. Наприкінці XIX століття на фільварку налічувалося 3 доми та 37 мешканців. Станом на 1906 рік на фільварку було 5 дворів та 25 жителів. У 1918—1920 роки нетривалий час перебував у складі Української Народної Республіки.
У 1921—1939 роки входив до складу Польщі. У 1921 році фільварок належав до складу гміни Любиковичі Сарненського повіту Поліського воєводства Польської Республіки. За переписом населення Польщі 10 вересня 1921 року на фільварку налічувалося 3 будинки та 15 мешканців, з них: 6 чоловіків та 9 жінок; 8 православних та 7 римо-католиків; 8 українців та 7 поляків. Розпорядженням Міністра внутрішніх справ Польщі від 27 грудня 1925 року Адольфів переданий з гміни Любиковичі до гміни Бережниця. Після ліквідації розпорядженням Міністра внутрішніх справ Польщі від 23 березня 1928 року гміни Бережниця Адольфів увійшов до складу гміни Домбровиця. 1930 року Сарненський повіт приєднаний до складу Волинського воєводства. У 1936 році Адольфів входив до громади Соломіївка, до якої також належало село Соломіївка. У 1938 році католицька громада хутора належала до парафії Бережниці.
З 1939 року у складі УРСР. Радянська влада у 1940 році відправила на заслання в Архангельську область 21 жителя села польської національності. Під час Другої світової війни на хуторі містився центральний зв'язок УПА. У березні 1944 року в районі Адольфова діяла боївка СБ ОУН Василя Васильчика («Іскри»). Указом Президії ВР УРСР від 7 березня 1946 року хутір Адольфів перейменованний на Березівку. У 1947 році хутір Березівка разом з селом Соломіївка підпорядковувався Соломіївській сільській раді Дубровицького району Ровенської області УРСР. В адміністративно-територіальному устрої Дубровицького району станом на 1 вересня 1965 року населений пункт з такою назвою відсутній.